# 8721 AMOS
8721 AMOS è un asteroide della fascia principale del diametro medio di circa 49,91 km. Scoperto nel 1996, presenta un'orbita caratterizzata da un semiasse maggiore pari a 3,9168140 UA e da un'eccentricità di 0,0364105, inclinata di 5,43913° rispetto all'eclittica.
L'asteroide è dedicato all'omonimo osservatorio statunitense.